# تشارلز بيكمان (سياسي)
تشارلز بيكمان هو مدرس وفلاح وسياسي أمريكي، ولد في 16 أغسطس 1813، وتوفي في 9 يناير 1892. نشط حزبياً في الحزب الديمقراطي. وقد انتخب عضو جمعية ولاية ويسكونسن ‏.